# John Cowans

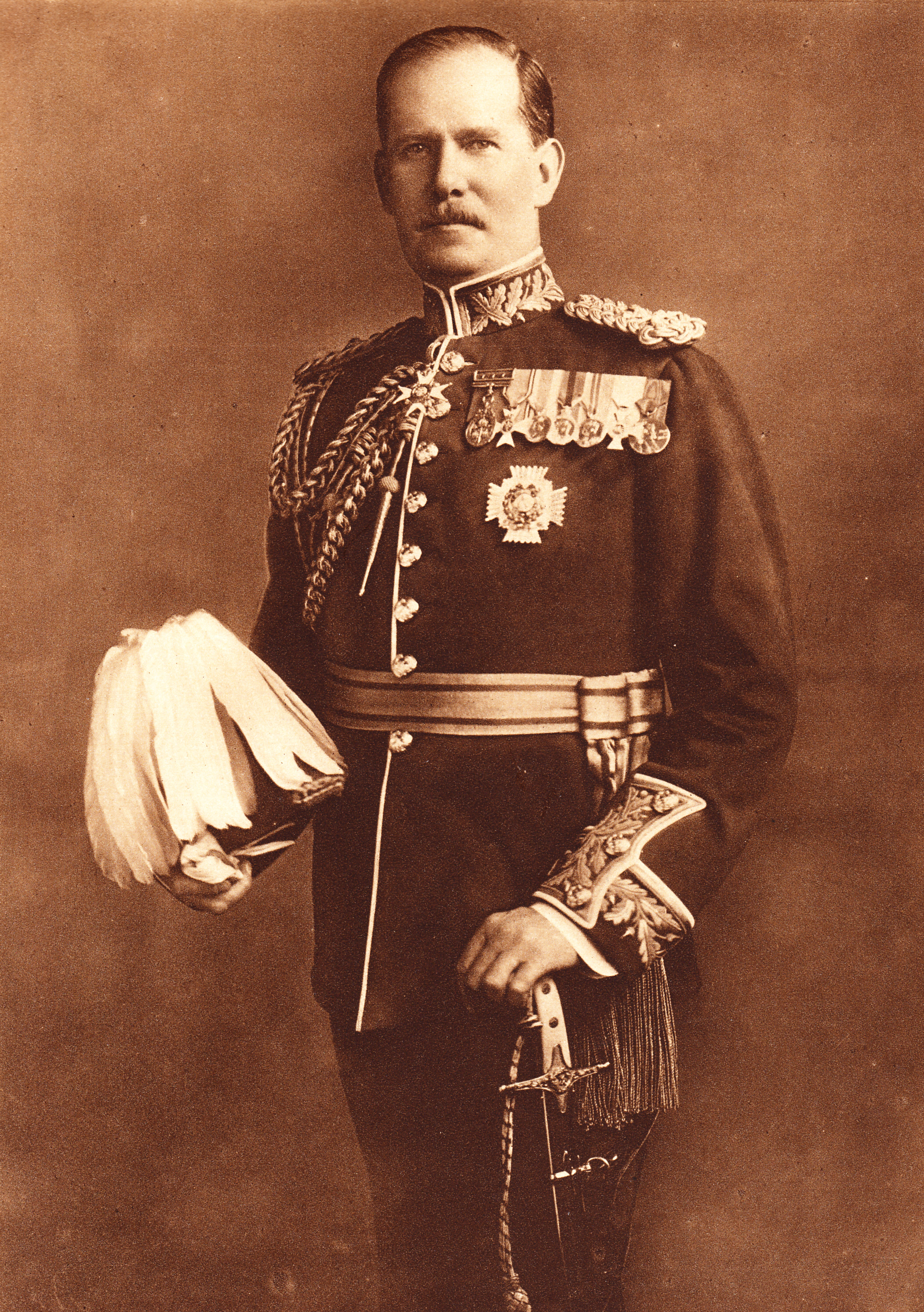
John Cowans

Sir John „Jack“ Steven Cowans, GCB, GCMG, KStJ, MVO (* 11. März 1862 in Carlisle, Cumbria, England; † 16. April 1921 in Menton, Département Alpes-Maritimes, Frankreich) war ein britischer Offizier der British Army, der zuletzt als General zwischen 1912 und 1919 Generalquartiermeister des Heeres (Quartermaster-General to the Forces) war.

## Leben

### Ausbildung und Verwendungen als Offizier
John Steven Cowans begann nach dem Besuch der 1791 gegründeten Burney’s Academy in Gosport eine Offiziersausbildung am Royal Military College (RMC) Sandhurst. Nach deren Abschluss wurde er am 22. Januar 1881 als Leutnant (Second Lieutenant) in die Rifle Brigade (Prince Consort’s Own) übernommen. Am 11. August 1902 wurde er Member des Royal Victorian Order (MVO). Nach zahlreichen Verwendungen als Offizier und Stabsoffizier in der Garnison Aldershot und der Britisch-Indischen Armee wurde er als Generalmajor (Major-General) im Dezember 1908 Kommandeur der zur dortigen 8th (Lucknow) Division gehörenden Präsidentschaftsbrigade (Presidency Brigade) in Kalkutta und bekleidete diesen Posten formell bis Dezember 1910. Nach seiner Rückkehr ins Vereinigte Königreich wurde Generalmajor Cowans bereits im November 1910 Generaldirektor der Territorialarmee (Director-General, Territorial Army) und verblieb in dieser Funktion bis Juni 1912. In dieser Zeit wurde er am 19. Juni 1911 Companion des Order of the Bath (CB).

### Generalquartiermeister und Erster Weltkrieg
Im Anschluss übernahm Generalmajor John Cowans im Juni 1912 von Generalleutnant Herbert Miles das Amt als Generalquartiermeister des Heeres (Quartermaster-General to the Forces) und hatte diesen bis März 1919 inne, woraufhin Generalleutnant Travers Clarke seine Nachfolge antrat. Kurz nach seinem Amtsantritt wurde er am 5. Juni 1912 als Mitglied in den Königlichen Heeresrat (His Majesty’s Army Council) berufen und in den folgenden Jahren mehrfach als solches bestätigt. Am 3. Juni 1913 wurde er zum Knight Commander des Order of the Bath (KCB) geschlagen, so dass er fortan den Namenszusatz „Sir“ führte. Am 18. Oktober 1915 wurde er erstmals mit dem vorübergehenden Dienstgrad eines Generalleutnants (Temporary Lieutenant-General) sowie am 23. März 1917 schließlich mit dem Rang eines Generalleutnants (Lieutenant-General) Mitglied des Königlichen Heeresrates. Als solcher wurde er auch in der Folgezeit wiederholt als Mitglied des Königlichen Militärrates bestätigt.
Für seine Verdienste im Ersten Weltkrieg wurde Generalleutnant Jack Cowans am 24. September 1917 Großoffizier des Kronenordens von Belgien sowie am 25. September 1925 auch Großoffizier der französischen Ehrenlegion. Am 1. Januar 1918 wurde er zum Knight Grand Cross des Order of St Michael and St George (GCMG) erhoben. Des Weiteren wurde er am 25. März 1918 Knight of Grace (KStJ) des Order of Saint John und erhielt am 9. November 1918 das Großkreuz des japanischen Orden des Heiligen Schatzes.
Nach Ende des Ersten Weltkrieges wurde John Steven Cowans am 14. Januar 1919 erstmals als General Mitglied des Königlichen Heeresrates. Am 20. März 1919 wurde er mit seinem Ausscheiden aus dem aktiven Militärdienst und dem Eintritt in den Ruhestand auch zum Knight Grand Cross des Order of the Bath (GCB) erhoben. Am 12. Juli 1919 wurde er ferner mit der US-amerikanischen Army Distinguished Service Medal sowie am 24. Oktober 1919 mit dem Großkreuz des griechischen Erlöser-Ordens geehrt. Am 17. Februar 1920 bekam er zudem den Orden von Chia-Ho Zweiten Klasse der Republik China verliehen.
Nach seinem Tode am 16. April 1921 in Menton im französischen Département Alpes-Maritimes wurde er auf dem St Mary’s Catholic Cemetery im Londoner Stadtteil Kensal Green beigesetzt.